# Antoniuskirche Cavardiras

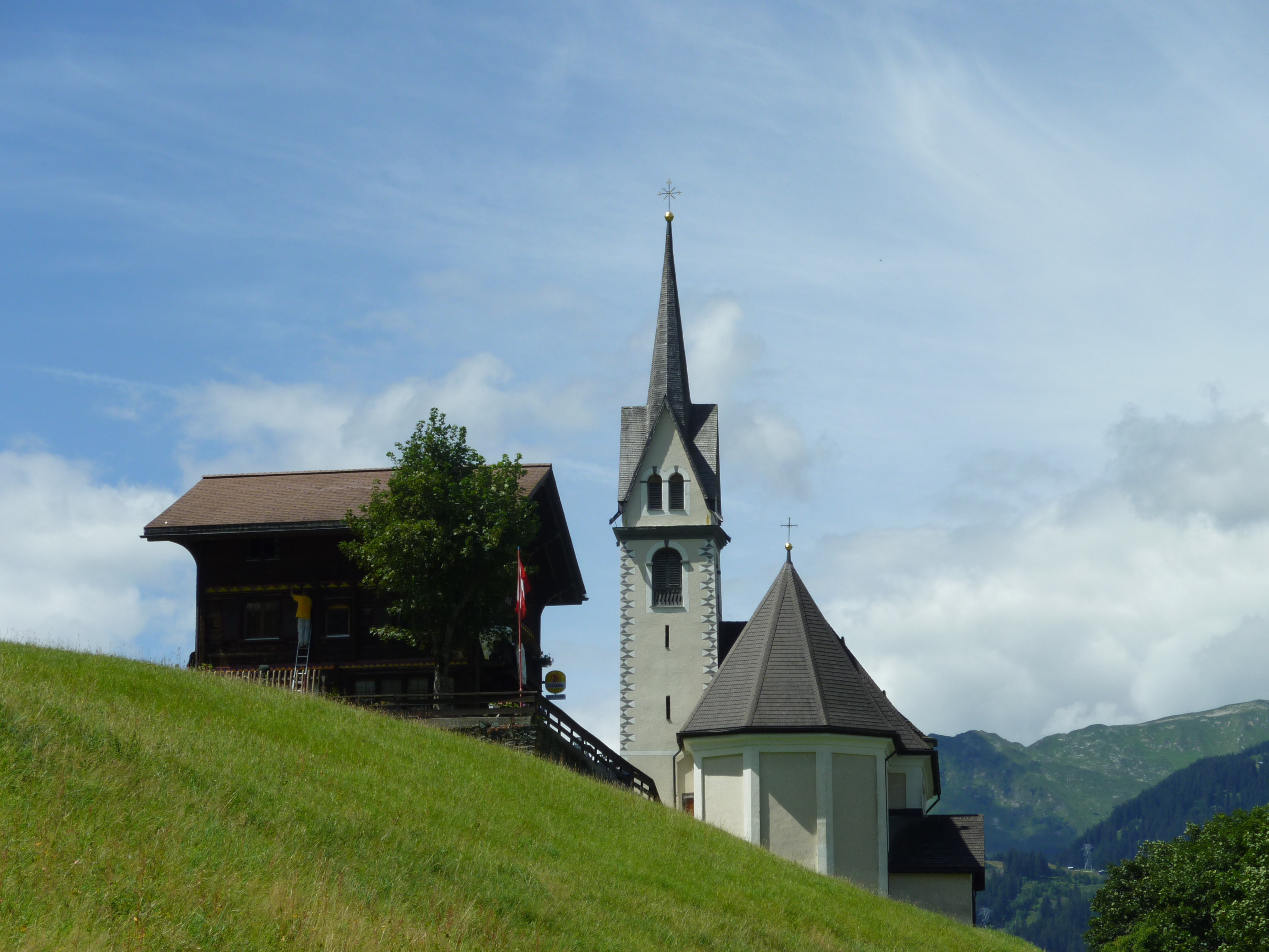
Kirche St. Antonius

Die katholische Kirche St. Antonius von Padua, eine Filialkirche von Disentis/Mustér, steht an einer markanten Geländekante des Dorfes Cavardiras in der Gemeinde Disentis/Mustèr im Kanton Graubünden in der Schweiz. Sie ist dem heiligen Antonius von Padua gewidmet.

## Geschichte

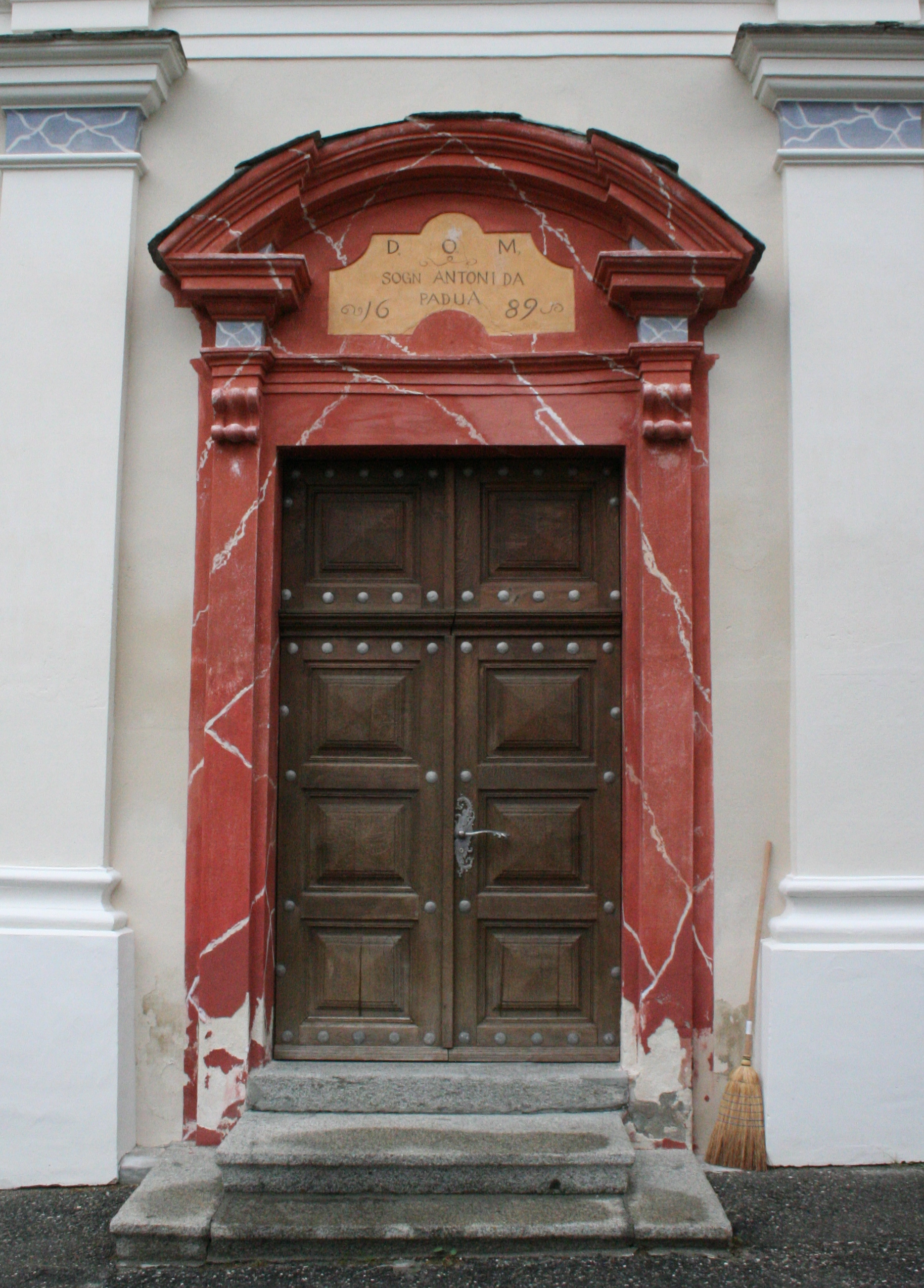
Eingang

Ein Vorgängerbau, eine kleine Kapelle, wurde von den Kapuzinern errichtet und am 6. Dezember 1662 geweiht. Sie wurde 1689 durch die heutige Kirche ersetzt, die am 18. Juli 1695 konsekriert wurde. 1704 erhielt Cavardiras das Recht, einen Kaplan anzustellen. Renovationen fanden 1931 sowie 1983–86 statt.

## Bau
Bei der rund 17 Meter langen Kirche handelt es sich um einen geosteten Barockbau mit einem Schiff und einem eingezogenen rechteckigen Chor. Chor und Schiff sind mit stuckierten Tonnengewölben von 1931 überdeckt. Der Turm wurde nach der Kirche gebaut, er steht an der Südseite und trägt einen Spitzhelm über Wimpergen. Sein Zugang liegt im ersten Obergeschoss, da das Erdgeschoss als Durchgang zum Chor dient. Im Turm hängen drei Glocken aus den Jahren 1910, 1782 und 1661.

## Ausstattung
Der Hochaltar im Chor stammt aus der Zeit um 1690; das Altarblatt stellt Antonius von Padua dar. Der Tabernakel wurde 1720 von Bruder Peter Solèr gefertigt. Der linke Seitenaltar stammt von 1690, der rechte von 1720, die Figur darin ist neu. Die zahlreichen Votivbilder stammen aus dem 17. bis 20. Jahrhundert.
|  |  |

Es ist möglich, die Kirche, welche 100 Höhenmeter über dem Talboden liegt, mit einem kurzen Gegenanstieg von der Senda Sursilvana her zu erreichen. Die Senda Sursilvana ist der Fernwanderweg entlang des Vorderrheintals.